# Липовец (Билгорайский повет)
Липовец (пол. Lipowiec) — деревня в Билгорайском повете Люблинского воеводства Польши. Входит в состав гмины Терешполь. Находится примерно в 13 км к северо-востоку от центра города Билгорай. По данным переписи 2011 года, в деревне проживало 546 человек.

## История
Деревня впервые упоминается в 1534 году. С 1564 года деревня принадлежала к роду латычиньских. В 1603 году часть деревни приобрёл Ян Замойских и включил её в Замойскую ординацию.
В 1827 году деревня насчитывала 58 домов, где проживало 389 крестьян. В 1880 году деревне проживало 563 жителей (в том числе 378 униатов и 5 евреев).
В 1900 году в деревне была построена начальная школа. В 1921 году деревня насчитывала 138 домов и 769 жителей.
В 1943 году часть населения деревни было угнано на принудительные работы в гитлеровскую Германию.
В 1951 году в Липовце появилось Добровольная пожарная команда.
В годы 1975—1998 годы Липовец относился к Замойскому воеводству.
В 1984 году была построена и освящена деревянная церковь Божьего Милосердия.
К 2008 году деревня насчитывала 186 домов.

## Население
Демографическая структура по состоянию на 31 марта 2011 года:
|         | Всего | До трудоспособного возраста | Трудоспособного возраста | Старше трудоспособного возраста |
| ------- | ----- | --------------------------- | ------------------------ | ------------------------------- |
| Мужчины | 281   | 54                          | 196                      | 31                              |
| Женщины | 265   | 42                          | 154                      | 69                              |
| Всего   | 546   | 96                          | 350                      | 100                             |